# Olof Svanberg
Alfred Christian Olof Svanberg, född 13 april 1896 i Stockholm, död 29 november 1975, var en svensk kemist.
Efter studentexamen 1914 blev Svanberg filosofie kandidat 1917, filosofie licentiat 1918 och filosofie doktor 1919. Han var amanuens vid Stockholms högskola 1916–25, blev docent i biokemi 1920, i kemi 1923, var lärare vid Stockholms samgymnasium 1925–28, vid Stockholms lärlings- och yrkesskola 1926–29, föreståndare för AB Wilh. Beckers laboratorium 1926–29, blev laborator vid Veterinärhögskolan 1929 och var professor i lantbrukskemi vid Lantbrukshögskolan 1932–62.
Svanberg var inspektör för de kemiska stationerna 1935–39, medlem av utredningen angående det kemiska undersökningsväsendet och angående hästanemi i Norrland, styrelseledamot i Statens lantbrukskemiska kontrollanstalt 1939, var ledamot av nämnden för Skara veterinärinrättning 1945–48 och av Jordbrukets forskningsråd 1959–62. 
Svanberg författade Mineralämnen (1934) och Materien och livet (1937) samt avhandlingar och uppsatser i kemi, speciellt lantbrukskemi, och över bristsjukdomar hos husdjuren. Han invaldes som ledamot av Lantbruksakademien 1945 och av Vetenskapssocieteten i Uppsala 1953.